# Вахид Амири
Вахид Амири (перс. ‎‎وحید امیری‎, латинизовано: ; Хорамбад, 2. април 1988) професионални је ирански фудбалер који примарно игра на позицији нападача.

## Клупска каријера
Амири започиње професионалну фудбалску каријеру током 2011. као играч трећелигашког клуба Датис Лорестан из родног Хорамбада. након три сезоне играња у трећој лиги, у мају 2013. придружује се екипи Нафта из Техерана у чијем дресу по први пут игра у највишем рангу иранског фудбала. 
У јулу 2016. прелази у један од најбољих иранских клубова, техерански Персеполис са којим осваја две узастопне титуле националног првака. 

## Репрезентативна каријера
За сениорску репрезентацију Ирана дебитовао је 4. јануара 2015. у пријатељској утакмици са селекцијом Ирака. Две недеље касније заиграо је и на Азијском првенству у Аустралији.
Селектор Карлос Кејроз уврстио га је на списак играча за Светско првенство 2018. у Русији, где је одиграо све три утакмице за репрезентацију у групи Б.

### Голови за репрезентацију
| №  | Датум          | Место        | Ривал | Голови | Резултат | Такмичење            |
| -- | -------------- | ------------ | ----- | ------ | -------- | -------------------- |
| 1. | 26. март 2015. | Санкт Пелтен | Чиле  | 2:0    | 2:0      | Пријатељска утакмица |

## Успеси и признања
ФК Нафт Техеран
- Ирански куп (1): 2014/15.

 ФК Персеполис
- Првенство Ирана (2): 2016/17, 2017/18.
- Ирански суперкуп (1): 2017.